# Зауральские напитки

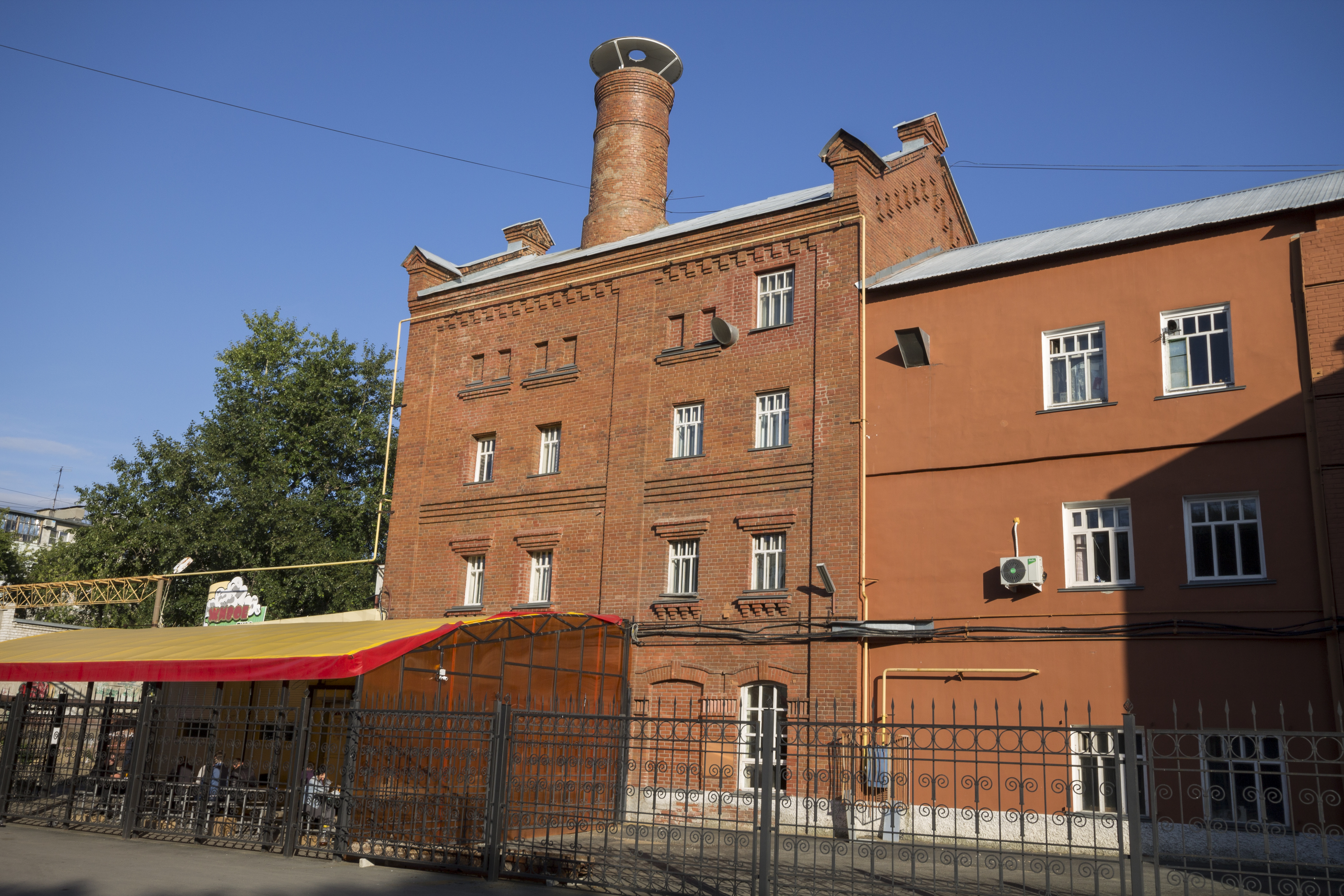
Курганский пивоваренный завод, ул. Карла Маркса, 2.

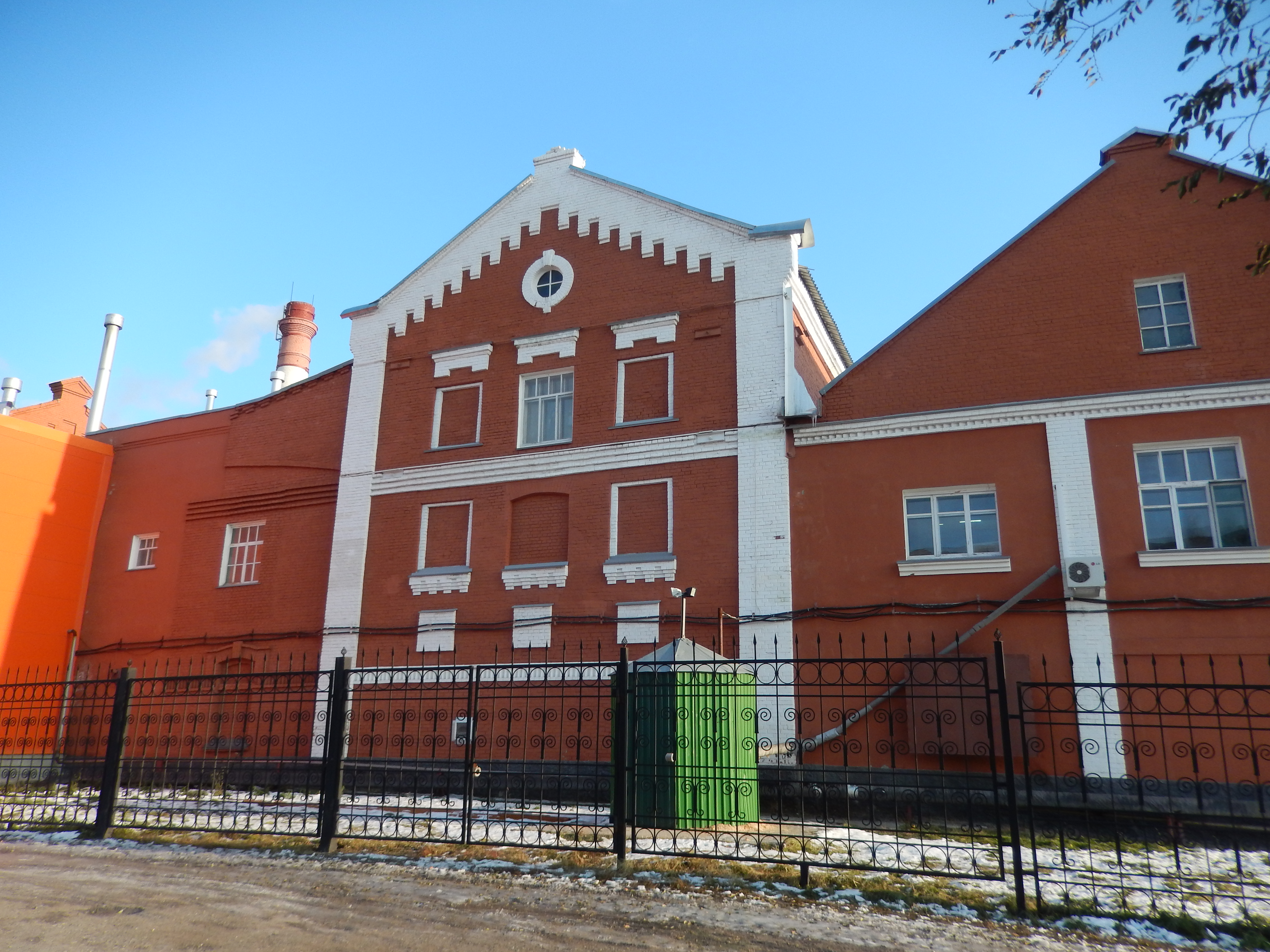
Курганский пивоваренный завод, ул. Карла Маркса, 2.

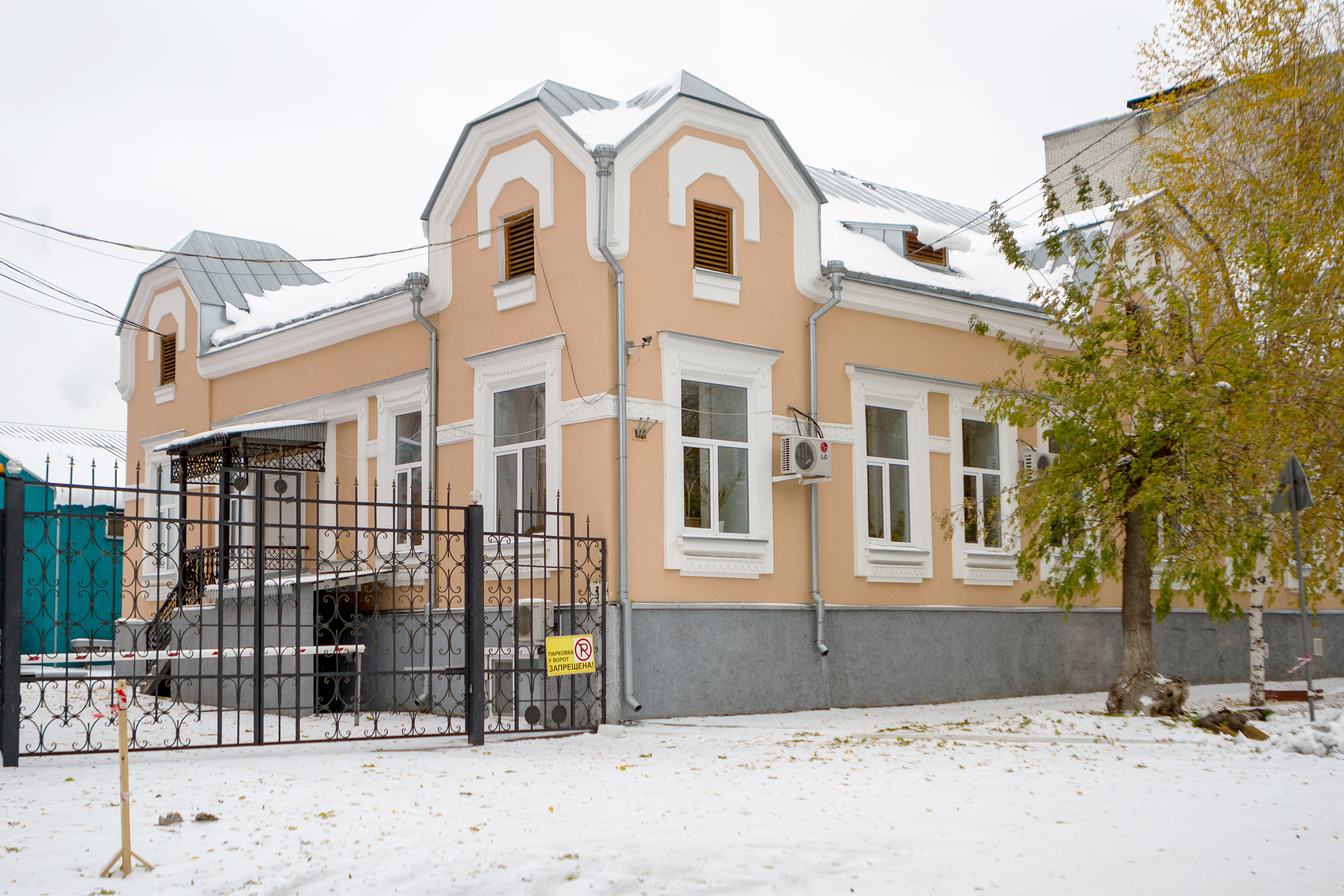
Жилой дом пивовара Гампля, ныне административное здание завода, ул. Максима Горького, 3.

ООО «Зауральские напитки» «Курганский пивоваренный завод» — предприятие пищевой промышленности в Кургане.

## История пивоварения в Кургане
Первый завод был выстроен курганским I гильдии купцом Фёдором Васильевичем Шишкиным и вступил в строй в октябре 1865 г. В документах он назывался «Винокуренный Федоровский N 19» (ныне дрожжевой завод ООО «Саф-Нева»). 3 февраля 1875 года перешёл во владение курганскому I гильдии купцу Дмитрию Ивановичу Смолину. в 1876 г. наладил и выпуск пива, поэтому иногда указывают именно эту дату основания завода, хотя это год промышленного изготовления пива.
После введения казённой винной монополии стали увеличивать производство пива, так как оно не регламентировалось казной. Управляющий делами «Товарищества Д. И. Смолина Н-ки» дворянин Виктор Феликсович Крамковский в январе 1903 года совершил доверенность на управление пиво-медоваренным заводом австрийским подданным, чехом по национальности, Вячеславом Антоновичем Гамплем. Гампль арендовал у наследников Смолина завод. Применил там самые передовые технологии и вывел производство пива на европейский, можно сказать на мировой уровень. И уже в 1903-1905 годы получал золотые медали на выставках в Ростове-на-Дону, Брюсселе, в Париже. Пиво это раньше так и называлось «Пиво Гампля». Это было «Столовое», «Баг-бир», «Пльзеньское пиво». И «Венское пиво», которое в 1936 году было переименовано в «Жигулёвское». Вот оно и стало в дальнейшем советским брендом. К 1909 году при 55 рабочих пива, мёда и солода выпускалось на 108320 рублей в год.

## История завода
18 (31) июля 1909 года Гампль получил разрешение построить свой пиво-медоваренный завод с ледником на западной окраине города, на берегу речки Битёвки. Здесь он приобрёл обширный участок земли в Шавринском предместье, между улицами Центральной и Скобелевской (ныне М. Горького и К. Маркса) специально под постройку завода.
18 апреля 1913 года инженер Ф. Кокотт из г. Тобольска разрешил условно открыть завод. 28 июля (10 августа) 1913 года Вячеслав Гампль выпустил первую партию пива уже на собственном заводе. 20 августа 1913 года он составил акт. Вслед за отступающей армией Колчака в 1919 году Вячеслав Гампль вместе с семьей был вынужден эвакуироваться из Кургана. После революции завод был закрыт до 1923 года, когда возобновил свою деятельность. Национализированный пивзавод до Великой Отечественной войны выпускал только бочковое «Жигулёвское» пиво 600—800 тыс. л. в год. На заводе работало около 60 человек.
В 1930-е годы завод выпускал пиво и безалкогольных напитков. В 1934—1935 годах выпускалось пиво «Венское», «Мюнхенское», клюквенный квас, хлебный квас, газированные напитки (на соках и на эссенциях), содовая вода и медовый напиток. В 1936 году к этому ассортименту добавились пиво «Русское» и клюквенный морс.
Во время Великой Отечественной войны Курганский пивоваренный завод преобразовался в Курганский синтетический завод: сюда было эвакуировано два московских предприятия и один Калужский завод по изготовлению синтетических материалов. В военные годы на заводе варили и мыло, и пиво, выпускали одеколон и осуществляли регенерацию авиамасел, производили индивидуальные противохимические пакеты (ИПП-5), предназначенные для обработки зараженных покровов тела и небольших участков обмундирования и снаряжения солдат во время Великой Отечественной войны.
К 1950 году на заводе освоен выпуск бутылочного пива, фруктовой воды, морса, хлебного кваса. Объём производства пива составил 3 млн. 500 тыс. л в год, а к 1960 году объём выпуска пива и безалкогольных напитков увеличился ещё в два раза. В 1961 году установили первую автоматическую линию по розливу пива в бутылки, что позволило наполнять по три тысячи бутылок в час. Бочкового пива при этом наливали по 100—140 бочек в день и вагонами отправляли по железной дороге.
В 1990 году директором Курганского пивоваренного завода стал Александр Данилович Бородин (5 октября 1935 — 16 февраля 2003). В начале 1992 года государственный пивоваренный завод был выкуплен коллективом и преобразован в товарищество с ограниченной ответственностью фирму «Зауральские напитки».
В 1995 году в американском городе Бирмингем Александру Бородину вручили почетную награду «Факел Бирмингема» – за его личный вклад в успешную адаптацию предприятия в динамично развивающихся условиях экономики.
2 апреля 2003 года генеральным директором был избран Анатолий Григорьевич Кузьмин.

## Продукция
В настоящее время компания «Зауральские напитки» выпускает 11 сортов пива в ПЭТ бутылке, стекле и на розлив:
- Бородинское темное (тёмный пивной напиток, 4,7 %)
- Жигулёвское (светлое, 4,0 %)
- Исетское (светлый пивной напиток с солодовым вкусом и небольшим винным привкусом, 6,5 %)
- Курганский Granat (тёмный пивной напиток, 4,1 %)
- Курганское праздничное (светлое, 5,4 %)
- Курганское разливное (светлое непастеризованное, 4,5 %)
- Курганское светлое (светлое, 4,5 %)
- Курганское ячменное (светлое, 4,0 %)
- Рак и щука (светлый лагер, 4,5 %)
- Старинный бархат (только на розлив, тёмное, 4,1 %)[2];
- Чешское светлое (светлое с благородной горчинкой, 4,5 %)

11 видов сладких газированных напитков:
- Апельсин
- Дюшес
- Клюква и малина
- Кола
- Лимон-лайм
- Лимонад
- Манго и Маракуйя
- Мохито
- Саяны
- Тархун
- Фейхоа и лимон

а также: «Хлебный квас», минеральная питьевая столовая вода «Свежесть», минеральные, питьевые, лечебно-столовые воды «Курганская» и «Курганская-2»; вода питьевая первой категории «Водица» очищенная, кондиционированная.

## Адрес
- ООО «Зауральские напитки» 640020, г. Курган, ул. М. Горького, 3
- Курганский пивоваренный завод 640020, г. Курган, ул. К. Маркса, 2

## Генеральный директор
- 1990 — 16 февраля 2003 — Бородин Александр Данилович
- 2 апреля 2003 — 3 апреля 2018 — Кузьмин Анатолий Григорьевич
- с 3 апреля 2018 — Бородин Сергей Александрович